# Domingo Rey
Domingo Rey (* in Formosa) ist ein Musiker aus Argentinien, der heute in Muotathal in der Schweiz lebt.

## Leben
Rey begann ab seinem siebten Altersjahr, Gesangs- und Gitarrenunterricht zu nehmen. Er wurde später der Bandleader von Domingo Rey y Los Brillantes Paraguayos. Von der Schweiz aus bereisen sie für ihre Auftritte verschiedene Länder, namentlich die Staaten in Lateinamerika. 
Im Jahr 2008 produzierten Los Brillantes Paraguayos mit der Kapelle Oberalp, einer Ländlerkapelle, unter der Leitung von Arno Jehli, einen Tonträger, auf dem schweizerische und südamerikanische Volksmusik kombiniert wird. 